# Petit Papa Noël
Petit Papa Noël är en sång först inspelad 1946 av Tino Rossi. Den var så sent som 2011 den franska inspelning som sålt flest exemplar någonsin..
Melodin skrevs 1944 av Henri Martinet till Émile Audiffreds revy Ça reviendra på Odéon där den skulle framföras av Xavier Lermercier. Originaltexten handlade om ett barn som ber tomten om att få tillbaka sin far som är krigsfånge i Tyskland  men sången underkändes då av censuren.
Två år senare råkade Tino Rossi ut för ett avhopp från en amerikansk sånggrupp med vilken han skulle spela in en gospelsång till en film, och han började därför leta efter en lämplig fransk julsång som ersättning. Valet föll på att be Raymond Vincy anpassa revy-sången (som även i original hette Petit Papa Noël) och få bort alla referenser till andra världskriget. Den nya versionen arrangerades av Raymond Legrand och sjöngs in av Rossi i två scener i filmen Destins av Richard Pottier.
Då sången hade ett icke-religiöst innehåll passade den väl in i efterkrigstidens Frankrike, det hade gått ut påbud från utbildningsministern Marcel-Edmond Naegelen om att undvika de religiösa sånger som påbjudits under den religiöst orienterade och auktoritära Vichyregimen.